# چانگان سی‌اس۵۵
چانگان سی‌اس۵۵ یک کراس اوور جمع و جور است که توسط چانگان اتومبیل از سال ۲۰۱۷ تا کنون تولید می‌شود. این خودرو در نمایشگاه ۲۰۱۷ شانگهای معرفی شد واز همان سال به بازار عرضه گردید.

## بررسی اجمالی
چانگان سی‌اس۵۵ در نمایشگاه خودرو شانگهای ۲۰۱۷ به بازار عرضه شد. قیمت این خودرو از ۷۴۹۰۰ یوان تا ۸۶۹۰۰ یوان متغیر است.
چانگان سی‌اس۵۵ با یک موتور ۱٫۵ لیتری توربوشارژ خطی -۴ سیلندر بنزینی که دارای قدرت ۱۵۶ اسب بخار و ۲۲۵ نانومتر (۱۶۵ پوند فوت) متصل به گیربکس ۶ سرعته دستی یا گیربکس ۶ سرعته اتوماتیک تولید می‌شود.
در سیستم تعلیق جلو، محور چند پیوندی و در عقب و میله‌های ضد غلتک استفاده شده‌است. این خودرو به فرمان برقی مجهز است.

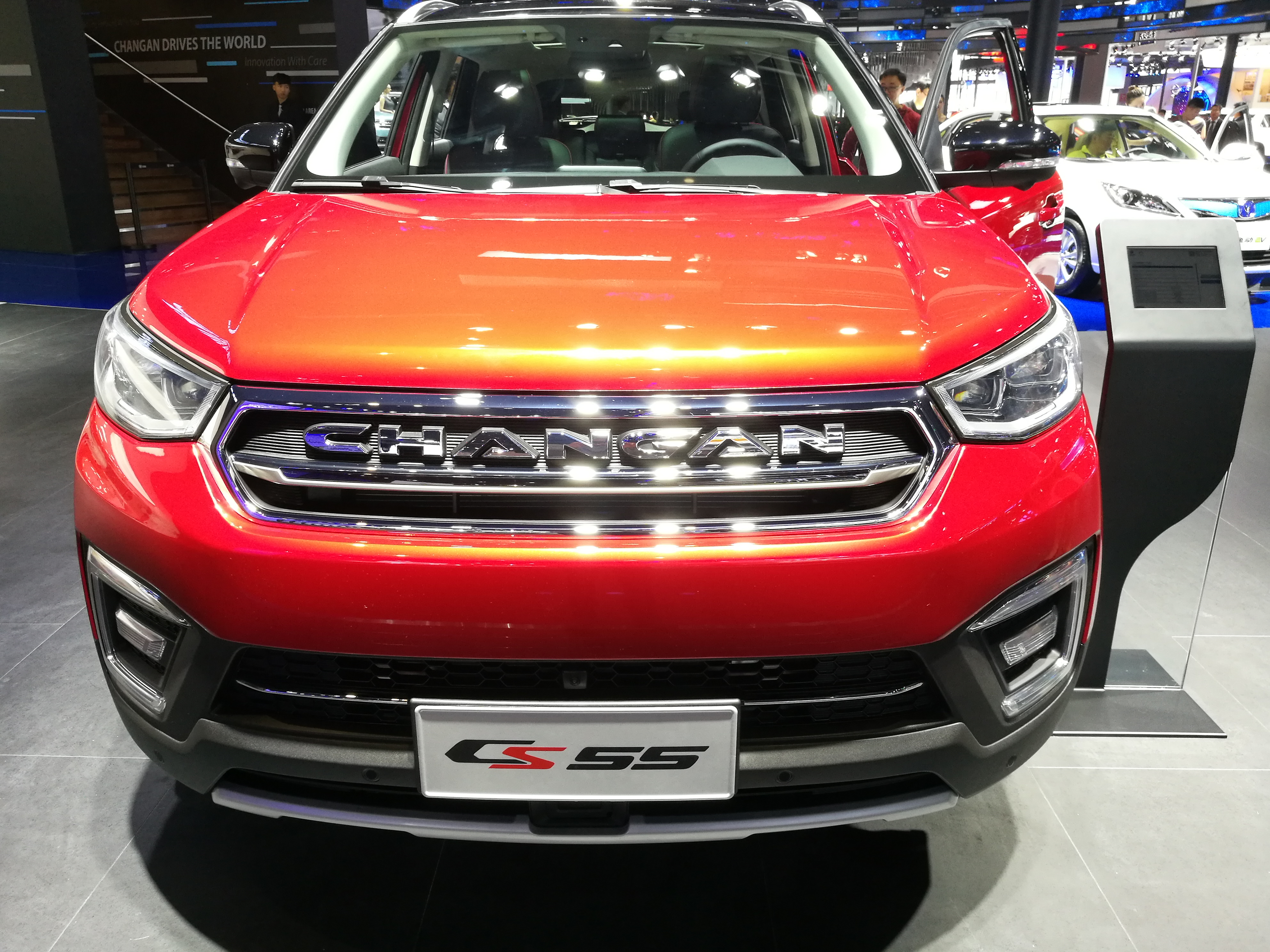
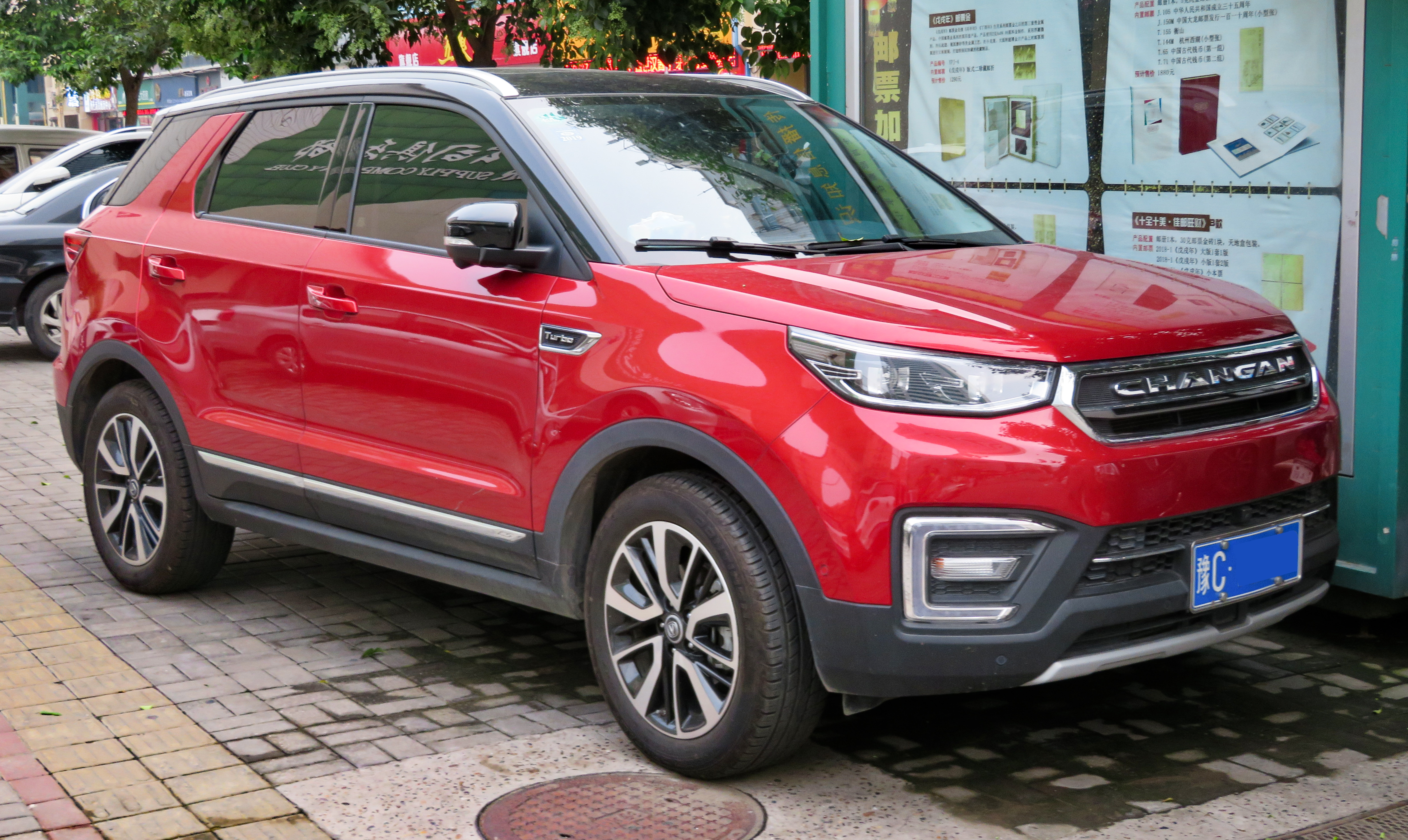
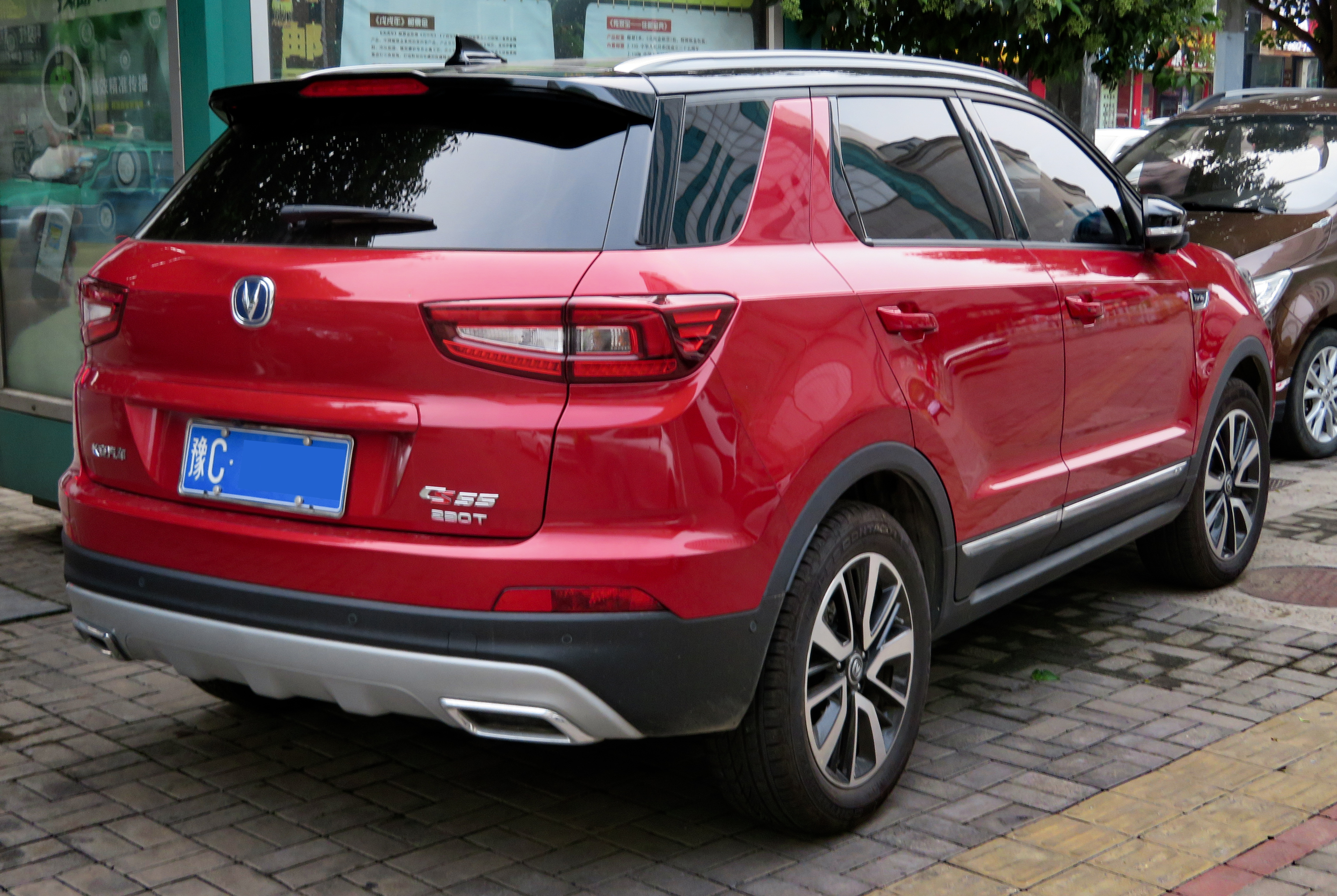

### فیس لیفت ۲۰۱۸
این خودرو در سال ۲۰۱۸ فیس لیفت شدکه منجر به تغییر سپر جلو و جلو پنجره جلو شد. 

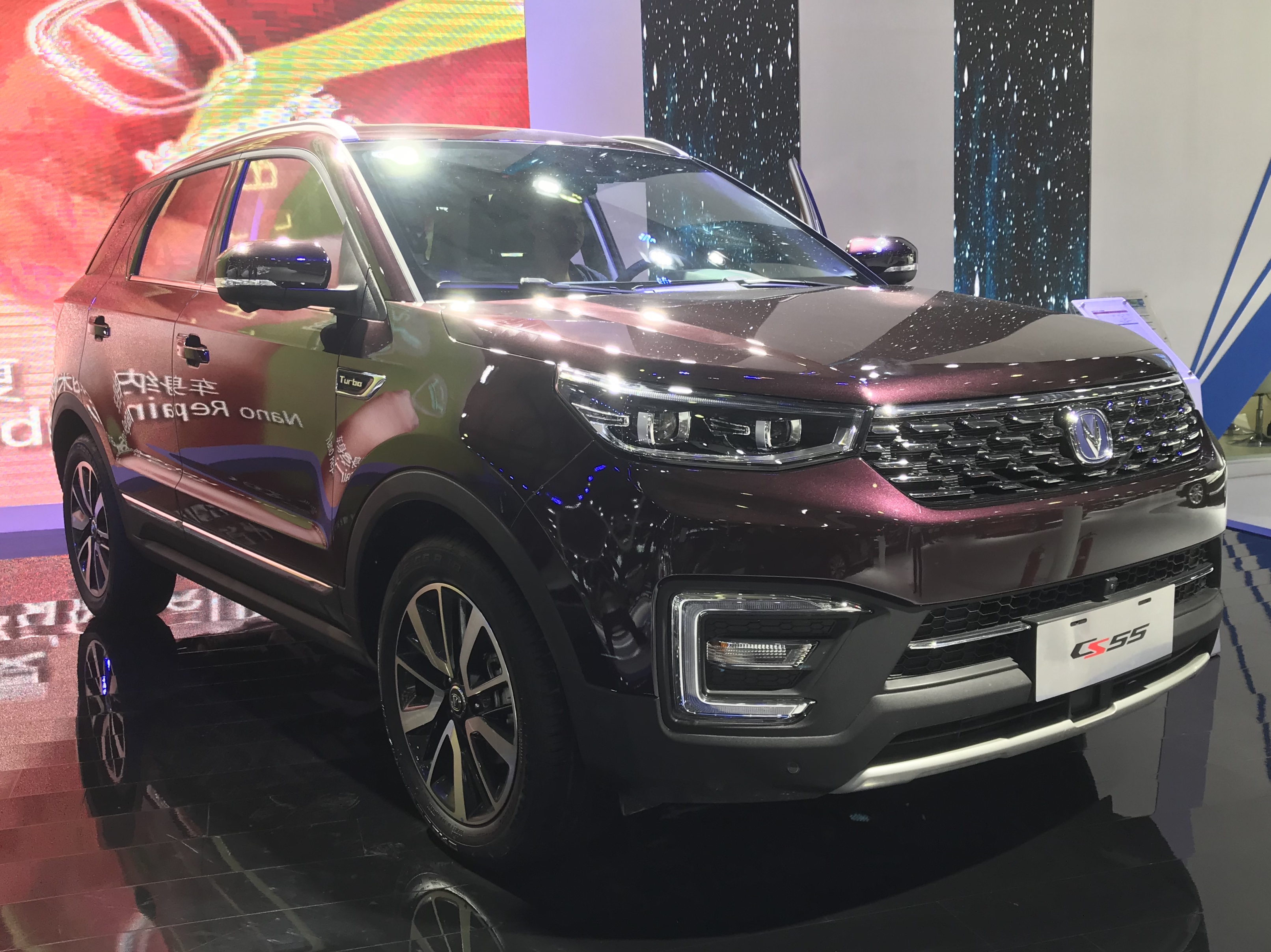
نمای جلو بعد از فیس لیفت
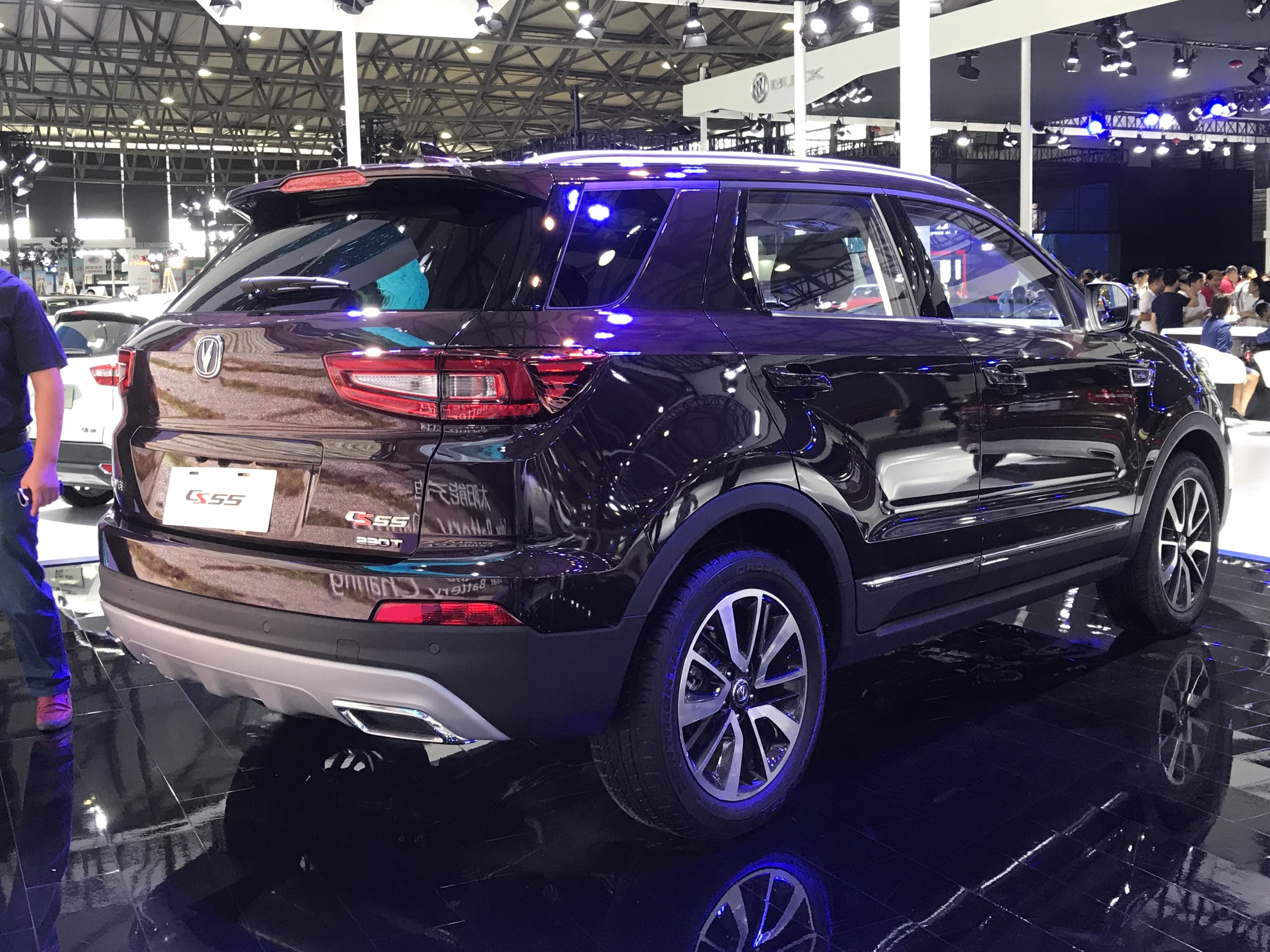
نمای عقب بعد از فیس لیفت

### چانگان سی‌اس۵۵ پلاس
فیس لیفت دیگری با نام چانگان سی‌اس۵۵ پلاس در سال ۲۰۱۹ به بازار عرضه شد که شامل طراحی‌های کاملاً بازسازی شده از جلو و عقب از جمله جلوپنجره مشبک بازسازی شده مشابه چانگان سی اس۷۵ پلاس و چراغ‌های عقب متصل است. این نسخه مجهز به یک موتور ۱٫۵ لیتری توربو خطی - ۴ سیلندر است.

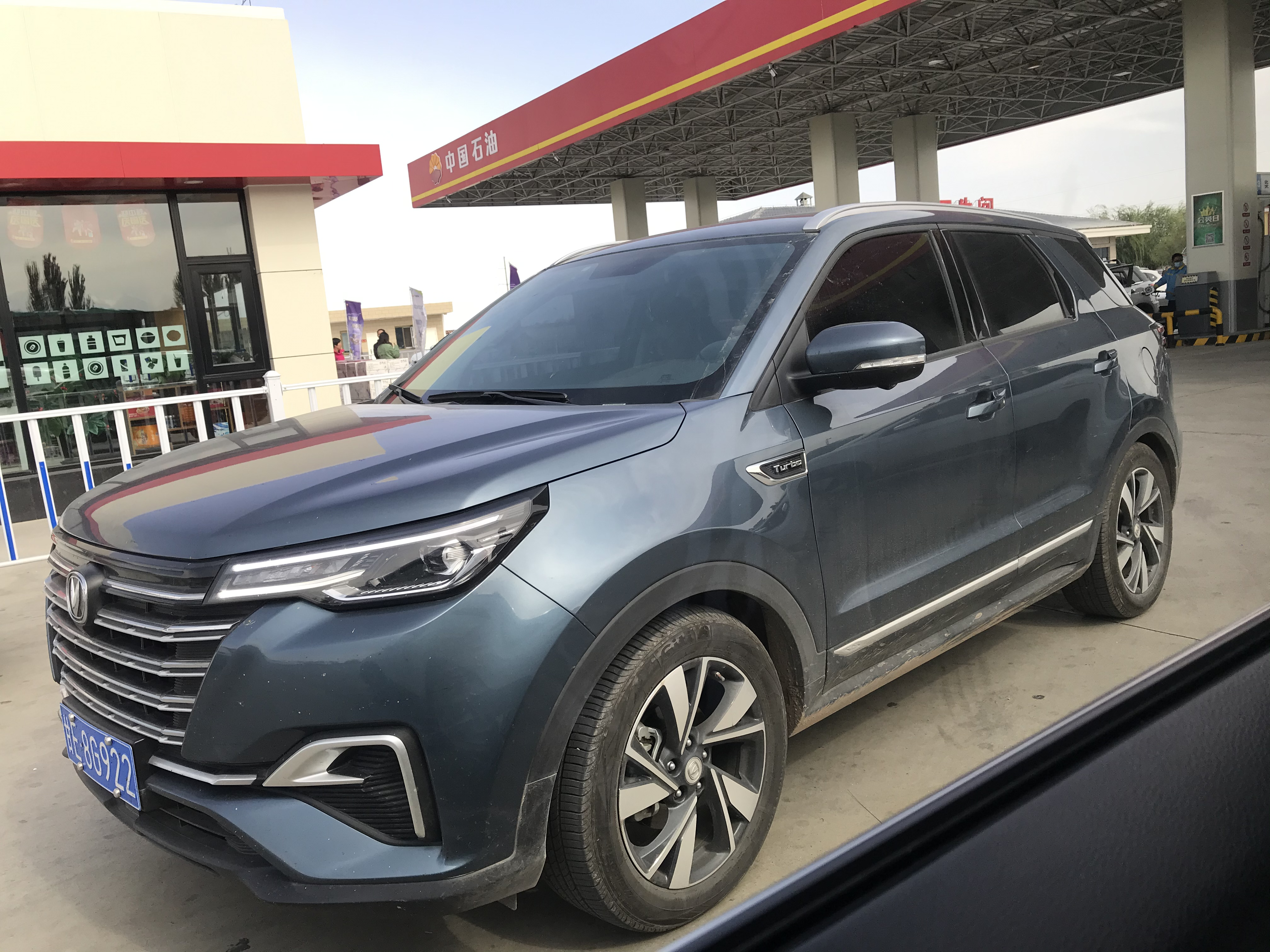
چانگان سی‌اس۵۵ پلاس
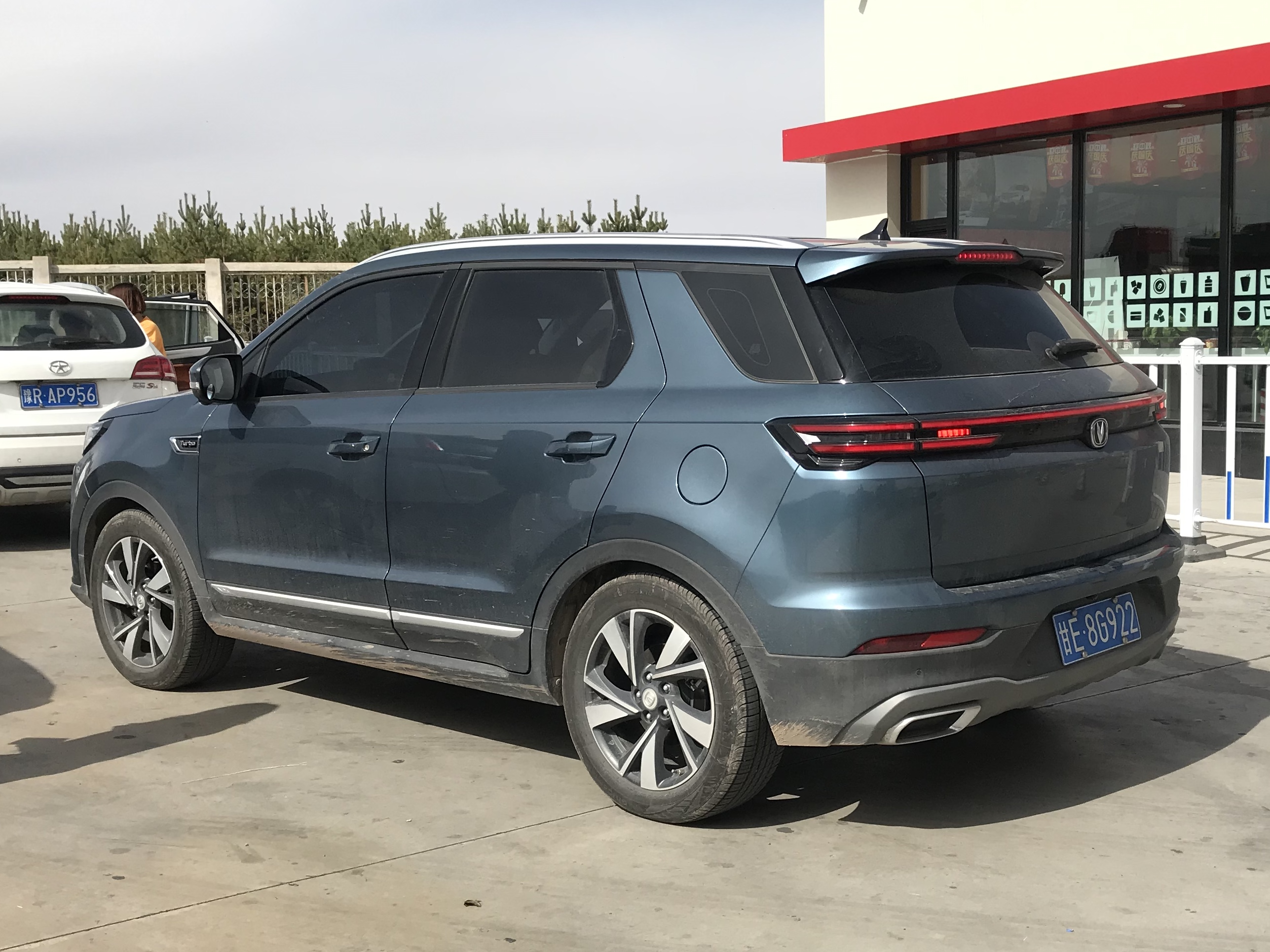
چانگان سی‌اس۵۵ پلاس

## نسخه الکتریکی
در ۱۵ ژوئیه سال ۲۰۲۰، چانگان یک نسخه الکتریکی کامل را به بازار وارد کرد. این مدل بر اساس سی‌اس۵۵ پلاس بنزینی ساخته شده‌است. خروجی موتور این خودرو ۱۶۰ کیلووات و گشتاور ۳۰۰ نیوتن متر است. این خودرو به یک باتری ۵۲ کیلو واتی مجهز است که ۴۰۰ کیومتر را با هر بار شارژ طی می‌کند.

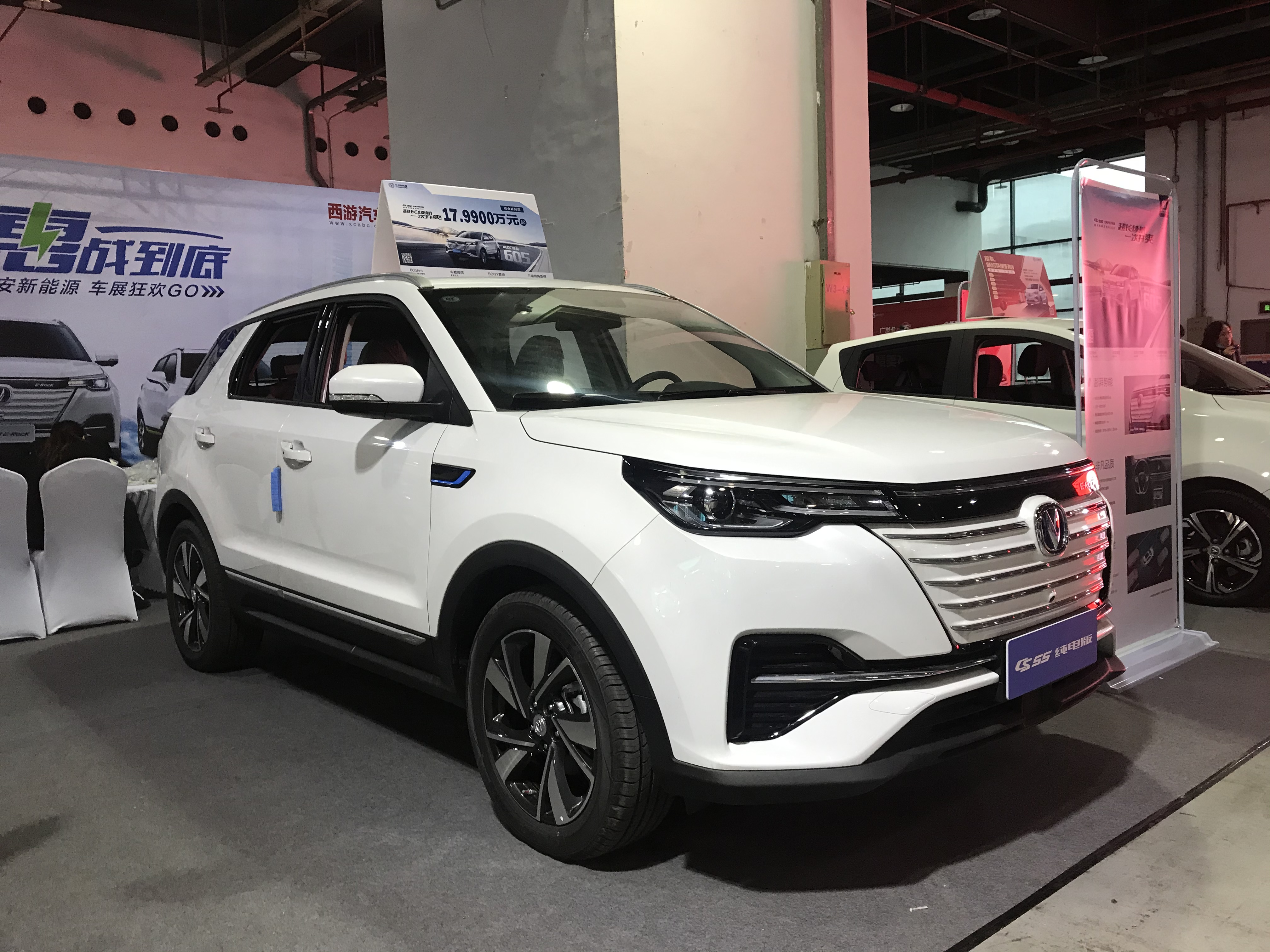
چانگان CS55 EV